# مصطفى عباس (ممثل)
مصطفى عباس (18 يونيو 1984) ممثل مصري.

## عن حياته
ولد في القاهرة في 18 يونيو 1984 عضو نقابة المهن التمثيلية وقام بالعديد من الأعمال في السينما والتلفزيون والمسرح وكانت بداية أعماله الفنية في عام 2004 وكان باسم خالتي فرنسا وكان في شخصية كيبو ثم توالت الأعمال السينمائية في فيلم أبو علي. بوحة. يوم ما تقابلنا. صياد اليمام. خليك في حالك. العيال هربت. فاصل ونعود. الدرملي فقري تملي. عائلة ميكي. بنات العم.

## من أعماله
- بوحة (2005).
- كركر (2007).
- تتح (2013).

## روابط خارجية
- صفحة الممثل مصطفى عباس على موقع السينما كوم